# Charras (Charente)
Charras es una comuna francesa situada en el departamento de Charente, en la región Nueva Aquitania.

## Demografía
| 382 | 336 | 324 | 339 | 328 | 298 | 334 |
| Para los censos de 1962 a 1999 la población legal corresponde a la población sin duplicidades (Fuente: INSEE [Consultar]) |     |     |     |     |     |     |